# Сайга-20
Сайга-20 — самозарядное ружьё, разработанное на Ижевском машиностроительном заводе на базе автомата Калашникова и предназначенное для промысловой и любительской охоты на мелкого, среднего зверя и птицу в районах с любыми климатическими условиями.

## Варианты
- Сайга-20 — базовая версия с охотничьим прикладом.
- Сайга-20С отличается наличием складного приклада и рукоятки управления огнём.
- Сайга-20К отличается укороченным стволом, рукояткой ведения огня, складывающимся прикладом и устройством блокировки ударно-спускового механизма, исключающим возможность ведения огня при сложенном прикладе.
- Сайга-20С ЕХР-01 — экспортный вариант Сайга-20К (без устройства блокировки ударно-спускового механизма).

## Страны-эксплуатанты
- Беларусь — карабин сертифицирован в качестве гражданского охотничьего оружия[2]
- Россия — карабин сертифицирован в качестве гражданского оружия[3] и служебного оружия, используется частными охранными предприятиями. С 1 марта 2006 года служебные варианты карабинов «Сайга-20» доработаны в соответствии с требованиями МВД РФ — на них установлено новое цевье с отличительной окраской белого, светло-серого или светло-бежевого цвета[4].